# Henck Wognum
Henricus (Henck) Antonius Johannes Wognum, född 3 februari 1935 i Amsterdam, död 2 januari 1991 i Enskede församling i Stockholm, var en nederländsk-svensk målare.
Wognum var gift med den japanska arbetsterapeuten Keiko Wognum. Han studerade konst vid konstakademien i Amsterdam. Efter studierna flyttade han till Sverige och arbetade först ett par år på ett fjällhotell innan han flyttade till Stockholm där han under ett år arbetade som diskare innan han avancerade till kock. Separat ställde han bland annat ut i bland annat Eskilstuna, Gävle och på Malmö konsthall 1980 samt Nationalgalleriet i Stockholm 1987. Tillsammans med Hannes Postma ställde han ut på Galleri Brinken i Stockholm 1963. Han var representerad i utställningen I DET lilla FORMATET som visades på Galleri Lucifer 1977 och medverkade några gånger i Sörmlandssalongen som visades i Katrineholm. Hans konst består av tämligen konventionellt uppbyggda abstrakta mönster han gjorde dessutom en lång serie förvrängda gråtande barn som han kallade Den patetiska sviten. Som illustratör illustrerade och formgav han omslaget till Olle Länsbergs pocketbok Restaurant Intim 1976. Wognum är representerad vid Museo de la Solidaridad Salvador Allende.